# Robert's Arm
Robert's Arm is een gemeente (town) in de Canadese provincie Newfoundland en Labrador. De gemeente ligt aan de noordkust van het eiland Newfoundland.

## Geografie
Robert's Arm ligt aan de gelijknamige inham in het westelijke gedeelte van Notre Dame Bay, de grootste baai aan Newfoundlands noordkust. De plaats is gelegen aan provinciale route 380, tussen South Brook en Pilley's Island. Ten westen van de dorpskern sluit provinciale route 381, de wegverbinding met Sunday Cove Island, aan op die weg.
Het grondgebied van Robert's Arm wordt voor een groot deel gedomineerd door Crescent Lake, een 7,5 km lang halvemaanvormig meer.

## Geschiedenis
In 1954 werd het dorp een gemeente met de status van local government community (LGC). Tussen 1956 en 1961 veranderde de gemeente van status naar town.
De belangrijkste economische sector in het dorp was steeds de houtkap, met daarnaast ook visserij. Sinds eind de jaren 1980 zijn beide sectoren echter beginnen achteruitgaan, waardoor de bevolkingsevolutie te Robert's Arm een dalende trend begon te vertonen. Sindsdien is de plaats daarom ook gaan inzetten op toerisme.

## Demografie
Demografisch gezien is Robert's Arm, net zoals de meeste kleine dorpen op Newfoundland, aan het krimpen. Tussen 1986 en 2021 daalde de bevolkingsomvang van 1.111 naar 722. Dat komt neer op een daling van 389 inwoners (-35%) in 35 jaar tijd.
| Demografische ontwikkeling van Robert's Arm tussen 1951 en 2021            |
| -------------------------------------------------------------------------- |
|                                                                            |
| Bron: Statistics Canada (1951–1986, 1991–1996, 2001–2006, 2011–2016, 2021) |

## Gezondheidszorg
Gezondheidszorg wordt in de gemeente aangeboden door het Robert's Arm Community Health Centre. Deze lokale zorginstelling valt onder de bevoegdheid van de Newfoundland and Labrador Health Services (tot april 2023 onder die van de gezondheidsautoriteit Central Health). Ze biedt de inwoners uit de omgeving basale eerstelijnszorg aan.